# 喬治亞社會民主黨

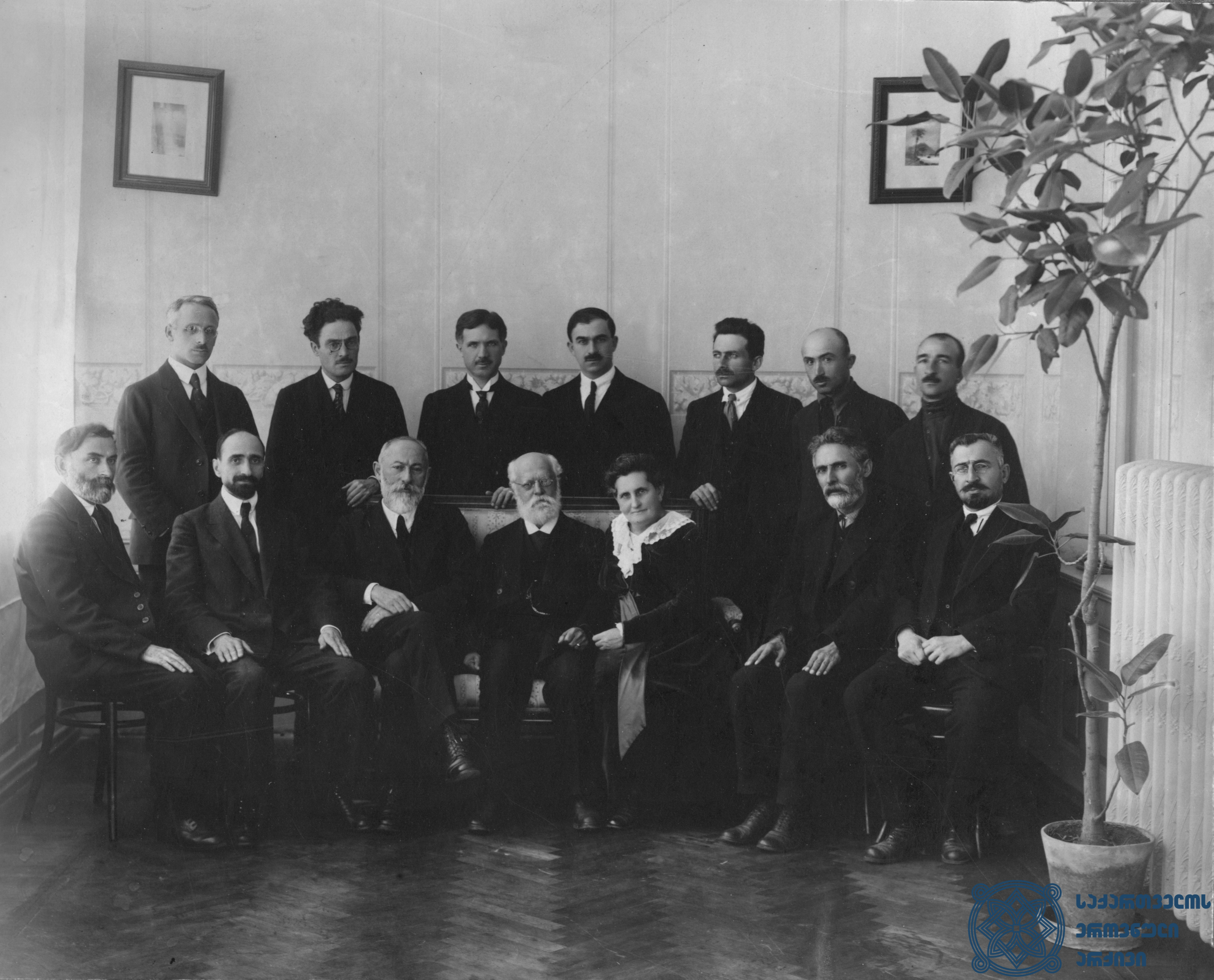
卡爾·考茨基與喬治亞社會民主黨員合影；1920年，攝於第比利斯。

喬治亞社會民主黨，又称喬治亞孟什維克，是喬治亞历史上的一個政黨，早先立場為馬克思主義，之後轉為社會民主主義 。它在1890年代由尼古拉·齊赫澤、西利比斯特羅·吉布拉澤、埃格納泰·尼諾什維利、諾伊·佐達尼亞等人創立，成為俄國社會民主工黨。1905年後，除了約瑟夫·史達林、格里戈里·奧爾忠尼啟則和菲利普·馬哈拉澤之外的喬治亞社民黨員加入孟什維克派系。數位喬治亞社會民主黨領導人選上俄羅斯杜馬的庫塔伊西或提比里西代表：尼古拉·齊赫澤、阿卡基·奇亨克利、埃夫根尼·格格契科里、伊西多雷·拉米什維利、伊拉克利·策烈鐵里、諾伊·佐達尼亞。
喬治亞社會民主黨在喬治亞獨立前便已成立，在俄國革命期間，它承載了喬治亞民族主義。喬治亞社會民主黨在1918至1921年間於喬治亞民主共和國執政，並在1919年2月14日的選舉獲得81.5%的得票率。
1921年3月，喬治亞政府被入侵的紅軍推翻，1924年反蘇的八月起義失敗後，喬治亞社會民主黨遭到清算，黨員陸續流亡到法國、德國（1933年前）、美國。喬治亞社會民主黨建立了一個外國辦事處，當作新的領導機構。在1923年至1940年間，喬治亞社會民主黨是社會主義工人國際的成員。

## 評價
- 羅納德·格里戈爾·蘇尼（英语：Ronald Grigor Suny）認為，喬治亞社會民主黨擁有巨大的成就，獲得各階層得廣泛支持。只有依靠外在武力才能推翻是他們成功的象徵[3]。
- 娜塔莉·薩巴納澤認為，喬治亞社會民主黨在對民族主義保持敵意的態度下，用非民族主義的方法促成民族自由[1]。